# أغوستين باريوس غوميز
أغوستين باريوس غوميز (بالإسبانية: Agustín Barrios Gómez)‏ هو سياسي مكسيكي، ولد في 18 مارس 1971 في المكسيك. حزبياً، نشط في حزب الثورة الديمقراطية. وقد انتخب عضو مجلس النواب المكسيك.